# Stefan Tarapacki
Stefan Tarapacki (ur. 4 grudnia 1933 w Sanoku, zm. 3 stycznia 2022) – polski sportowiec, piłkarz, hokeista, tenisista, trener i działacz sportowy.

## Życiorys

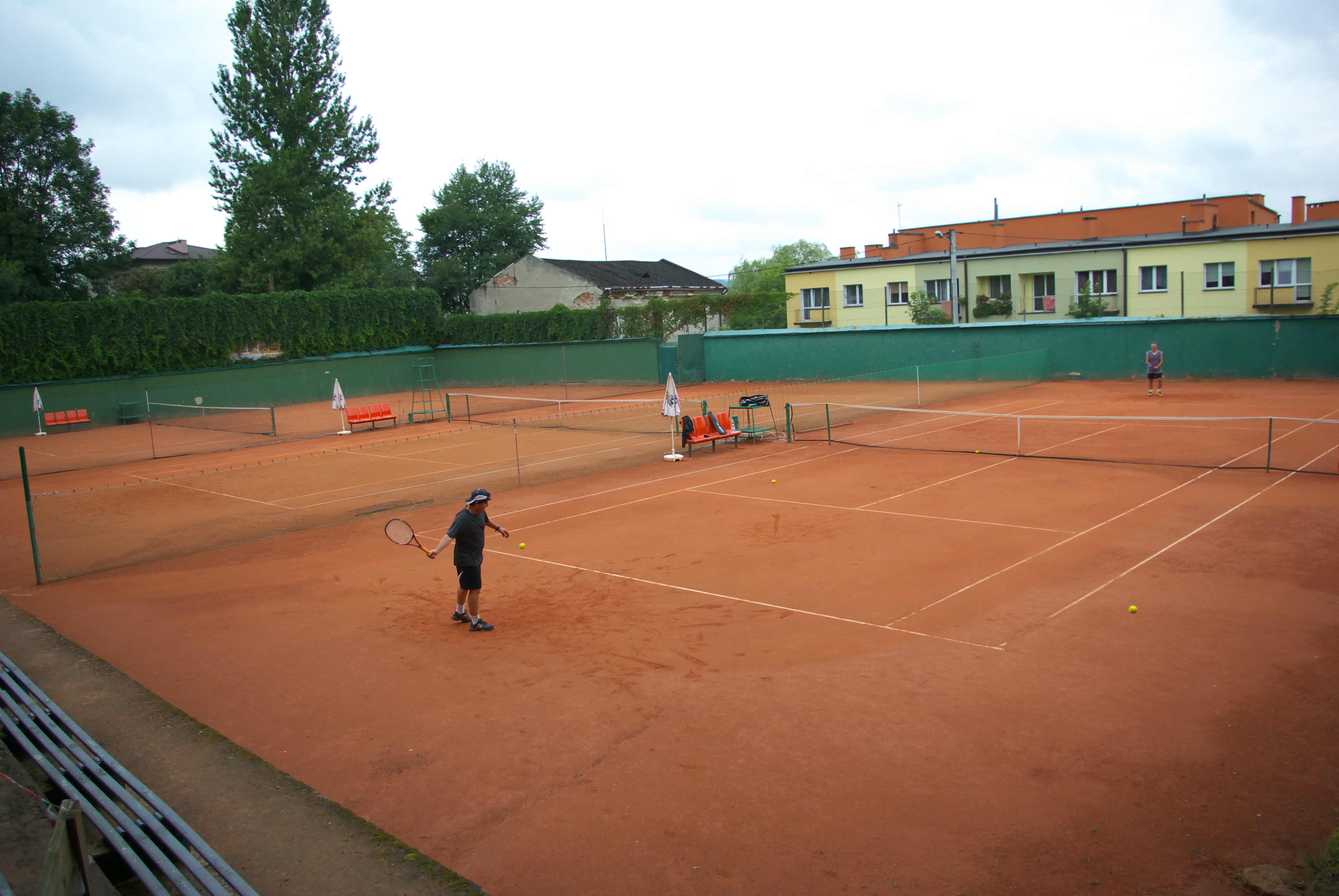
Korty tenisowe przy ul. Adama Mickiewicza w Sanoku

Urodził się 4 grudnia 1933. Po zakończeniu II wojny światowej w 1945 rozpoczął uprawianie piłki nożnej na obszarze dzielnicy Błonie miasta Sanoka. W 1946 rozegrał pierwszy oficjalny mecz w barwach Gwardii Sanok przeciwko drużynie z Leska na wyjeździe (spotkanie zakończone zwycięstwem sanoczan 3:2 i pobytem Tarapackiego w szpitalu wskutek faulu). Po okresie gry w Gwardii, był zawodnikiem drużyn Górnik Sanok, później Sanoczanka Sanok. Grał na pozycji napastnika i pełnił funkcję kapitana drużyny. Odbył służbę wojskową w Przemyślu i Koszalinie, a później jako bramkostrzelny zawodnik sanockiej drużyny występującej w A-klasie, został powołany do wojskowej reprezentacji Polski w piłce nożnej na mecz z kadrą ZSRR. Mimo prób angażu przez kluby I-ligowe pozostawał zawodnikiem w Sanoku. W sezonie 1949/1950 był zawodnikiem klubu ZKS Związkowiec Sanoczanka Sanok w B klasie Grupie Południowej. Po zakończeniu sezonu 1951 grał w barwach Unii Sanok w rywalizacji barażowej o awans do klasy wojewódzkiej rzeszowskiej edycji 1952. W 1956 wraz z Górnikiem Sanok wygrał sezon w A-klasie i uzyskał awans do III ligi (wówczas grał na prawym skrzydle).
W 1952 ukończył jednoroczne Technikum Handlowe w Sanoku na wydziale finansowo-rachunkowym. Został absolwentem studiów na Akademii Wychowania Fizycznego w Warszawie. 
W okresie zimowym podjął uprawianie w Sanoku hokeja na lodzie i był jednym z pierwszych inicjatorów tej dyscypliny w mieście. Jako hokeista również grał na pozycji napastnika. Jednocześnie zajmował się przygotowaniem naturalnego lodowiska w Sanoku. Na przełomie lat 50. i 60. był jednym z najskuteczniejszych zawodników zespołu Sanoczanki Sanok (do 1960), następnie sekcji hokejowej Stali Sanok, występującej w A-klasie okręgu Rzeszów. Po zawieszeniu działalności sekcji hokejowej Stali w sezonach 1961/1962, 1962/1963 wspólnie ze swoich kolegą klubowym Samochwałem występował w barwach Czuwaju Przemyśl. W połowie lat 60. powrócił do występów w reaktywowanej Stali Sanok, od sezonu 1966/1967 ponownie grającej w lidze okręgowej, regularnie będąc czołowym strzelcem zespołu.
W sezonie piłkarskim 1956 (wiosna / jesień) grając jako prawoskrzydłowy i wykazując się skutecznością strzelecką wraz z drużyną Górnika zwyciężył w A klasie rzeszowskiej i awansował do III ligi rzeszowsko-lubelskiej. Następnie, po fuzji Sanoczanki i Stali Sanok, występował w barwach RKS Sanoczanki w III lidze edycji 1957, 1958 (z 11 golami zajął trzecie miejsce w klasyfikacji strzelców ligi. Po zakończeniu kariery piłkarskiej w wieku 25 lat został zawodnikiem tenisa ziemnego. Był zawodnikiem sekcji tenisowej klubu Sanoczanka Sanok (później Stal Sanok), zdobywając indywidualne mistrzostwo okręgu (województwa rzeszowskiego) w 1962, wicemistrzostwo w 1963, mistrzostwo w 1964 (także zwycięstwo drużynowe ze Stalą Sanok), 1965 (ponadto trzecie miejsce w deblu w parze z Eugeniuszem Czerepaniakiem), wicemistrzostwo w 1966, wicemistrzostwo w grze mieszanej w 1968 (ponadto wicemistrzostwo Rzeszowa 1968), mistrzostwo indywidualne 1969, 1970, mistrzostwo w grze pojedynczej i w podwójnej w 1971, trzecie miejsce w 1973. Odnosił także inne sukcesy w zawodach regionalnych. W 1962 był triumfatorem, a w 1963 finalistą Pucharu WKKFiT (Wojewódzki Komitet Kultury Fizycznej i Turystyki). Jako pracownik przedsiębiorstwa Poszukiwań Nafty i Gazu w Sanoku, oddelegowany do pracy w ośrodku wczasowym w Kołobrzegu wygrał tam trzy turnieje w ramach cyklu „Sport-Lato-Kołobrzeg '76”, zdobywając Kołobrzeską Paterę, Puchar redaktora naczelnego „Głosu Pomorza” oraz Nagrodę Ogólnopolskiego Turnieju Kołobrzeskiego. Uzyskał tytuł trenera II klasy tenisa ziemnego. Pracował jako trener tenisowy. Wśród jego podopiecznych był także Jan Ryniak, późniejszy hokeista. Od 1964 do 1972 pełnił funkcję kierownika sekcji tenisowej klubu. W 1971 został trenerem w powołanej wówczas szkółce hokejowej sekcji hokeja na lodzie Stali Sanok. Prowadził zespół juniorów Stali występujący w seniorskich rozgrywkach okręgu krakowskiego. Jego wychowankami byli hokeiści Stali Sanok, m.in. Czesław Radwański, Kazimierz Szostak, Andrzej Bielec. Został wiceprezesem powołanego w 1972 Sanockiego Klubu Tenisowego (SKT); od 1985 wiceprezes ds. organizacyjnych.
Był pracownikiem Przedsiębiorstwa Poszukiwań Nafty i Gazu w Sanoku, później Sanockiego Zakładu Górnictwa Nafty i Gazu w Sanoku (SZGNiG), w którym był zatrudniony na stanowisku kierownika działu socjalnego. Był działaczem PZPR. W Sanoku został działaczem sportowym. Został wybrany członkiem zarządu powołanego 25 maja 1984 Okręgowego Związku Łyżwiarstwa Szybkiego w Sanoku. Został członkiem sanockiego gniazda Polskiego Towarzystwa Gimnastycznego „Sokół”, w którym był wybierany naczelnikiem szkolenia sokolego (2008), członkiem Sądu Honorowego (2012, 2015).
Kontynuując karierę tenisową w latach 80. został zawodnikiem w kategorii weteranów. W maju 1980 podczas prestiżowego i mocno obsadzonego turnieju o Grand Prix Polski w Sanoku sprawił niespodziankę pokonując Romana Leżonia z Górnika Wałbrzych, a w ćwierćfinale uległ późniejszemu triumfatorowi Henrykowi Drzymalskiemu. W 1984 wygrał kilka turniejów krajowym i zdobył międzynarodowe mistrzostwo Polski weteranów w Sopocie. W 1985, w 1987 zostawał po raz kolejny mistrzem województwa krośnieńskiego (w 1987 także wygrał turniej o Puchar Bieszczadów). W 1985 zdobył mistrzostwo Polski weteranów w grze pojedynczej i wicemistrzostwo w grze podwójnej na XV Międzynarodowych MP Weteranów w Sopocie. Mistrzostwo Polski weteranów powtórzył w 1986 i w 1988, gdy podczas turnieju w Bytomiu zdobył złoty medal zarówno w grze pojedynczej jak i w deblowej (w singlu pokonał J. Bogdanowicza, z którym zdobył mistrzostwo w deblu). W 1988 zdobył także tytuły mistrzowskie w grze pojedynczej i deblowej podczas I Mistrzostw Polski Górników w Zielonej Górze. W 1989 zdobył mistrzostwo Polski weteranów w grze pojedynczej i podwójnej na XXIX Międzynarodowych MP Weteranów w Sopocie w lipcu i mistrzostwo Polski weteranów w Kołobrzegu we wrześniu oraz wygrał kilka innych turniejów (np. Merkury '89, Ogólnopolskie Mistrzostwa Pracowników PGNiG, międzynarodowe mistrzostwa Słowacji). Został wielokrotnym medalistą mistrzostw świata i Europy w kategoriach wiekowych weteranów.

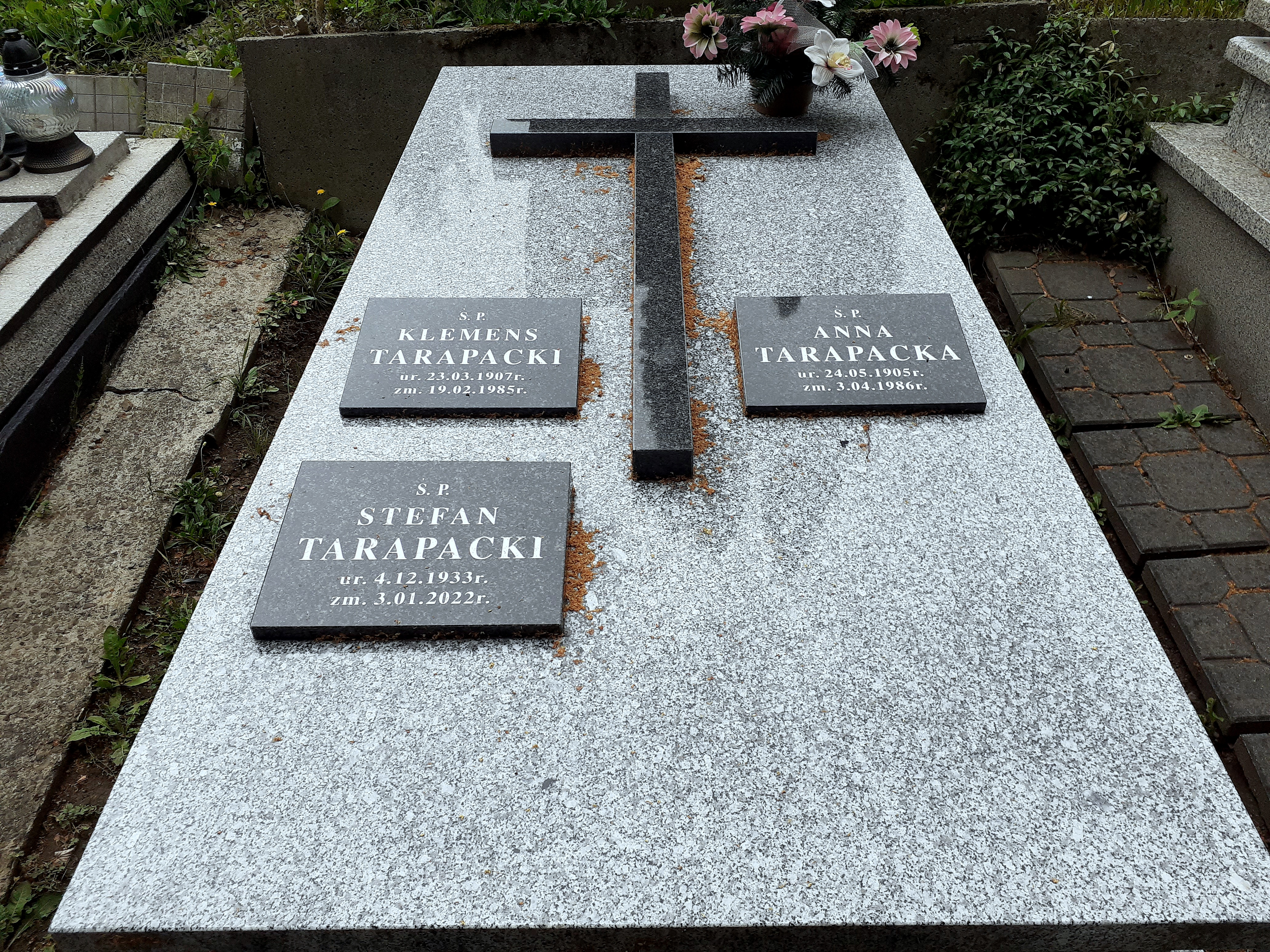
Grobowiec rodzinny Stefana Tarapackiego

Stefan Tarapacki podjął także uprawianie tenisa stołowego i lekkoatletyki. W późniejszych latach jako weteran uczestniczył nadal w sanockich turniejach piłkarskich zarówno jako zawodnik jak i trener. W 1962 uzyskał uprawnienia instruktora piłkarskiego. Został trenerem w klubie Ekoball Sanok. Został określony jako najwszechstronniejszy sportowiec sanockiego sportu.
Zmarł 3 stycznia 2022, a w dniu 7 stycznia 2022 został pochowany na Cmentarzu Centralnym w Sanoku.

## Odznaczenia i wyróżnienia
- Złoty Krzyż Zasługi (1984)[41]
- Odznaka „Zasłużony dla Sanoka” (1983)[67]
- Złota odznaka „Zasłużony Działacz Kultury Fizycznej” (1987, przyznana przez Główny Komitet Kultury Fizycznej i Turystyki)[68]
- Pierwsze miejsce w plebiscycie na najlepszego sportowca 40-lecia województwa krośnieńskiego (1984)[69]
- Drugie miejsce w plebiscycie na najlepszego sportowca 40-lecia Stali Sanok 1946-1986[70]
- Puchar pamiątkowy SKT Sanok (2014)[71]
- Tytuł honorowego członka TG „Sokół” w Sanoku[72]
- Złota odznaka honorowa TG „Sokół” w Sanoku (2017)[72]